# Sandracottus dejeanii
Sandracottus dejeanii är en skalbaggsart som först beskrevs av Aubé 1838.  Sandracottus dejeanii ingår i släktet Sandracottus och familjen dykare. Inga underarter finns listade i Catalogue of Life.